# Odontomyia evansi
Odontomyia evansi är en tvåvingeart som först beskrevs av James 1957.  Odontomyia evansi ingår i släktet Odontomyia och familjen vapenflugor. Inga underarter finns listade i Catalogue of Life.